# 압둘라 하스순
압둘라 하스순 타르민(아랍어: عبدالله حسون ترمين, 1997년 3월 19일 ~ )는 사우디아라비아의 축구 선수로 포지션은 오른쪽 풀백이며 현재 사우디 프로리그의 다마크 FC에서 활약하고 있다.